# Alconeura quadrivittata
Alconeura quadrivittata är en insektsart som först beskrevs av David D. Gillette 1898.  Alconeura quadrivittata ingår i släktet Alconeura och familjen dvärgstritar.
Artens utbredningsområde är Bahamas. Inga underarter finns listade i Catalogue of Life.